# 馬丁 (堪薩斯州)
馬丁（英語：Martin）是位於美國堪薩斯州埃利斯縣的一個鬼鎮。

## 歷史
馬丁的郵政局於1875年設立，直到1894年結束營運。